# Aeródromo de Puerto Castilla
El aeródromo de Puerto Castilla (OACI: MHCT) era un aeródromo que servía al municipio de Puerto Castilla en el departamento de Colón en Honduras. El aeródromo se encontraba al oeste del pueblo de Puerto Castilla al norte del puerto, paralela a la carretera CA-13.
El aeródromo tenía una pista de aterrizaje asfaltada. Imágenes aéreas demuestran que sobre el lado occidental de la pista se han construido varios edificios y almacenes del puerto de contenedores de Puerto Castilla. Con esta construcción la pista se ha quedado en solo 200 metros de longitud y una zona de rotación de aeronaves en su lado oriental.